# Exorista pugnax
Exorista pugnax là một loài ruồi trong họ Tachinidae.